# Tàngara senzilla
La tàngara senzilla (Thlypopsis inornata) és un ocell de la família dels tràupids (Thraupidae).

## Hàbitat i distribució
Habita zones de matolls, clars del bosc i sabanes dels Andes del nord del Perú.